# Fußball-Europameisterschaft 1984/Deutschland
Dieser Artikel behandelt die deutsche Nationalmannschaft bei der Fußball-Europameisterschaft 1984 in Frankreich

## Qualifikation
Abschlusstabelle (Gruppe 6)
| Pl. | Land           | Sp. | S | U | N | Tore    | Diff. | Punkte |
| --- | -------------- | --- | - | - | - | ------- | ----- | ------ |
| 1.  | BR Deutschland | 8   | 5 | 1 | 2 | 015:500 | +10   | 11:50  |
| 2.  | Nordirland     | 8   | 5 | 1 | 2 | 008:500 | +3    | 11:50  |
| 3.  | Österreich     | 8   | 4 | 1 | 3 | 015:100 | +5    | 09:70  |
| 4.  | Türkei         | 8   | 3 | 1 | 4 | 008:160 | −8    | 07:90  |
| 5.  | Albanien       | 8   | 0 | 2 | 6 | 004:140 | −10   | 02:14  |

Spielergebnisse
| 17.11.1982 Belfast (Windsor Park)           | Nordirland     | – | BR Deutschland | 1:0 (1:0) | Tor: Stewart (18.)                                                                                   |
| 30.03.1983 Tirana (Qemal-Stafa-Stadion)     | Albanien       | – | BR Deutschland | 1:2 (0:0) | Tore: Völler (53.), K.-H. Rummenigge (68., Foulelfmeter), Targaj (82., Handelfmeter)                 |
| 23.04.1983 Izmir (Alsancak Stadı)           | Türkei         | – | BR Deutschland | 0:3 (0:2) | Tore: K.-H. Rummenigge (30.), (71.), Dremmler (36.)                                                  |
| 27.04.1983 Wien (Praterstadion)             | Österreich     | – | BR Deutschland | 0:0       | |
| 05.10.1983 Gelsenkirchen (Parkstadion)      | BR Deutschland | – | Österreich     | 3:0 (3:0) | Tore: K.-H. Rummenigge (3.), Völler (18.), (20.)                                                     |
| 26.10.1983 West-Berlin (Olympiastadion)     | BR Deutschland | – | Türkei         | 5:1 (1:0) | Tore: Völler (44.), (65.), K.-H. Rummenigge (60.), (74., Foulelfmeter), Stielike (66.), Sengün (69.) |
| 16.11.1983 Hamburg (Volksparkstadion)       | BR Deutschland | – | Nordirland     | 0:1 (0:0) | Tor: Whiteside (50.)                                                                                 |
| 20.11.1983 Saarbrücken (Ludwigsparkstadion) | BR Deutschland | – | Albanien       | 2:1 (1:1) | Tore: Tomorri (22.), K.-H. Rummenigge (23.), Strack (79.)                                            |

## Deutsches Aufgebot
| N°         | Name                  | damaliger Verein         | Geburtstag         | Spiele   | Tore     | Rote Karte | Gelbe Karte |
| Torhüter   | Torhüter              | Torhüter                 | Torhüter           | Torhüter | Torhüter | Torhüter   | Torhüter    |
| ---------- | --------------------- | ------------------------ | ------------------ | -------- | -------- | ---------- | ----------- |
| 12         | Dieter Burdenski      | Werder Bremen            | 26. November 1950  | 0        | 0        | 0          | 0           |
| 20         | Helmut Roleder        | VfB Stuttgart            | 9. Oktober 1953    | 0        | 0        | 0          | 0           |
| 01         | Toni Schumacher       | 1. FC Köln               | 6. März 1954       | 3        | 0        | 0          | 0           |
| Abwehr     |                       |                          |                    |          |          |            |             |
| 02         | Hans-Peter Briegel    | 1. FC Kaiserslautern     | 11. Oktober 1955   | 3        | 0        | 0          | 0           |
| 05         | Bernd Förster         | VfB Stuttgart            | 3. Mai 1956        | 3        | 0        | 0          | 0           |
| 04         | Karlheinz Förster     | VfB Stuttgart            | 25. Juli 1958      | 3        | 0        | 0          | 0           |
| 15         | Uli Stielike          | Real Madrid (ESP)        | 15. November 1954  | 3        | 0        | 0          | 1           |
| 03         | Gerd Strack           | 1. FC Köln               | 1. September 1955  | 0        | 0        | 0          | 0           |
| Mittelfeld |                       |                          |                    |          |          |            |             |
| 19         | Rudi Bommer           | Fortuna Düsseldorf       | 19. August 1957    | 1        | 0        | 0          | 0           |
| 07         | Andreas Brehme        | 1. FC Kaiserslautern     | 9. November 1960   | 3        | 0        | 0          | 0           |
| 16         | Hans-Günter Bruns     | Borussia Mönchengladbach | 15. November 1954  | 0        | 0        | 0          | 0           |
| 18         | Guido Buchwald        | VfB Stuttgart            | 24. Januar 1961    | 2        | 0        | 0          | 0           |
| 14         | Ralf Falkenmayer      | Eintracht Frankfurt      | 11. Februar 1963   | 0        | 0        | 0          | 0           |
| 13         | Lothar Matthäus       | Borussia Mönchengladbach | 21. März 1961      | 3        | 0        | 0          | 0           |
| 10         | Norbert Meier         | Werder Bremen            | 20. September 1958 | 2        | 0        | 0          | 0           |
| 06         | Wolfgang Rolff        | Hamburger SV             | 26. Dezember 1959  | 2        | 0        | 0          | 0           |
| Angriff    |                       |                          |                    |          |          |            |             |
| 08         | Klaus Allofs          | 1. FC Köln               | 5. Dezember 1956   | 3        | 0        | 0          | 0           |
| 17         | Pierre Littbarski     | 1. FC Köln               | 16. April 1960     | 2        | 0        | 0          | 0           |
| 11         | Karl-Heinz Rummenigge | FC Bayern München        | 25. September 1955 | 3        | 0        | 0          | 0           |
| 09         | Rudi Völler           | Werder Bremen            | 13. April 1960     | 3        | 2        | 0          | 0           |
| Trainer    |                       |                          |                    |          |          |            |             |
|            | Jupp Derwall          |                          | 10. März 1927      |          |          |            |             |

## Deutsche Spiele

### Vorrunde
| Pl.                                                                                     | Land           | Sp. | S | U | N | Tore    | Diff. | Punkte |
| --------------------------------------------------------------------------------------- | -------------- | --- | - | - | - | ------- | ----- | ------ |
| 1.                                                                                      | Spanien        | 3   | 1 | 2 | 0 | 003:200 | +1    | 04:20  |
| 2.                                                                                      | Portugal       | 3   | 1 | 2 | 0 | 002:100 | +1    | 04:20  |
| 3.                                                                                      | BR Deutschland | 3   | 1 | 1 | 1 | 002:200 | ±0    | 03:30  |
| 4.                                                                                      | Rumänien       | 3   | 0 | 1 | 2 | 002:400 | −2    | 01:50  |
| Für Platz 1 und 2 ist die Anzahl der erzielten Tore in allen Gruppenspielen maßgeblich. |                |     |   |   |   |         |       |        |

|                                                 |   |          |           |
| 14. Juni 1984 in Straßburg (Stade de la Meinau) |   |          |           |
| BR Deutschland                                  | – | Portugal | 0:0       |
| 17. Juni 1984 in Lens (Stade Félix-Bollaert)    |   |          |           |
| BR Deutschland                                  | – | Rumänien | 2:1 (1:0) |
| 20. Juni 1984 in Paris (Prinzenparkstadion)     |   |          |           |
| BR Deutschland                                  | – | Spanien  | 0:1 (0:0) |

Zum ersten Mal in der Geschichte des Fußballs scheidet Deutschland in der Vorrunde einer EM oder WM aus.